# 26 septembre en sport
26 août 26 octobre
Chronologies thématiques
- Croisades
- Ferroviaires
- Disney

Le 26 septembre est le 269e jour de l'année (270e en cas d'année bissextile) du calendrier grégorien.

## Événements

### XIXesiècle
- 1852 :
  - (Joutes nautiques) : tournoi de joutes nautiques à Marseille au nouveau bassin de la Joliette à l’occasion de la visite du président Napoléon III[1].
- 1861 :
  - (Golf) : Tom Morris, Sr. remporte le Open britannique à Prestwick[2].
- 1867 :
  - (Golf) : Tom Morris, Sr. remporte le Open britannique à Prestwick[2].
- 1876 :
  - (Baseball) : la première édition aux États-Unis du championnat de baseball de la Ligue nationale livre son verdict : les Chicago White Stockings sont sacrés avec 52 victoires et 14 défaites. Ross Barnes devient le premier champion à la batte[3].
- 1879 :
  - (Baseball) : Quatrième édition aux États-Unis du championnat de baseball de la Ligue nationale. Les Providence Grays s’imposent avec 59 victoires et 25 défaites[4].
- 1880 :
  - (Football) : fondation du club danois de Aarhus GF.
- 1888 :
  - (Football) : Ski og FK Lyn Kristiana remporte la Coupe de Norvège de football en s'imposant 4-3 après prolongation face à Odds BK Skien.

### XXesièclede1901à1950
- 1920 :
  - (Football) : à Vienne, l'équipe d'Autriche s'impose 3-2 face à l'équipe d'Allemagne.
  - (Football) : à Helsinki, l'équipe de Finlande et l'équipe de Norvège font match nul 0-0.
- 1937 :
  - (Sport automobile) : Grand Prix automobile de Tchécoslovaquie.

### XXesièclede1951à2000
- 1993 :
  - (Formule 1) : Grand Prix automobile du Portugal. Alain Prost remporte le Championnat du monde de Formule 1 au volant d'une Williams-Renault. C'est le 4e titre pour Alain Prost.
- 1999 :
  - (Formule 1) : Grand Prix automobile d'Europe.

### XXIesiècle
- 2004 :
  - (Formule 1) : Grand Prix de Chine.
- 2010 :
  - (Formule 1) : Grand Prix de Singapour.
- 2015 :
  - (Cyclisme sur route /Championnats du monde) : victoire de la Britannique Elizabeth Armitstead qui devient championne du monde de la course élite 2015.
- 2021 :
  - (Compétition automobile /Formule 1) : sur le Grand Prix automobile de Russie, disputé sur l'Autodrome de Sotchi, victoire du Britannique Lewis Hamilton qui en a profite pour remporter son centième succès de sa carrière devant le Néerlandais Max Verstappen. L'Espagnol Carlos Sainz Jr. complète le podium[5].
  - (Cyclisme sur route /Mondiaux) : sacré en 2020, le Français Julian Alaphilippe s'impose à Louvain sur la course en ligne pour devenir le premier tricolore à conserver sa couronne mondiale[6].

## Naissances

### XIXesiècle
- 1871 :
  - Sam Lee, joueur de rugby à XV irlandais. Vainqueur des Tournois britanniques de rugby à XV 1894 et 1896. (19 sélections en équipe nationale). († 4 janvier 1944).
- 1879 :
  - Bob Crompton, footballeur puis entraîneur anglais. (41 sélections en équipe nationale). († 16 mars 1941).
- 1884 :
  - Forrest Smithson, athlète de haies américain. Champion olympique du 110m haies aux Jeux de Londres 1908. († 24 novembre 1962).
- 1890 :
  - Jack Tresadern, footballeur puis directeur sportif anglais. (2 sélections en équipe nationale). († 26 décembre 1959).
- 1892 :
  - Clinton Benedict, hockeyeur sur glace canadien. († 12 novembre 1976).
  - William Longworth, nageur australien. († 19 octobre 1969).
- 1900 :
  - Vito Dumas, navigateur et boxeur argentin. († 28 mars 1965).

### XXesièclede1901à1950
- 1905 :
  - Max Bulla, cycliste sur route autrichien. Vainqueur du Tour de Suisse 1933. († 1er mars 1990).
  - Emilio Navarro, joueur de baseball portoricain. († 30 avril 2011).
  - Karl Rappan, footballeur puis entraîneur autrichien. (2 sélections en équipe nationale). Sélectionneur de l'équipe de Suisse de 1937 à 1938, de 1942 à 1949, de 1953 à 1954 et de 1960 à 1963. († 2 janvier 1996).
- 1907 :
  - Bep van Klaveren, boxeur néerlandais. Champion olympique des -57 kg aux Jeux d'Amsterdam 1928. († 12 février 1992).
- 1913 :
  - Frank Brimsek, hockeyeur sur glace américain. († 11 novembre 1998).
- 1925 :
  - Normand Dussault, hockeyeur sur glace américain. († 28 août 2012).
- 1926 :
  - Trevor Allan, joueur de rugby à XV et à XIII australien. (15 sélections avec l'équipe d'Australie de rugby à XV). († 27 janvier 2007).
- 1927 :
  - Enzo Bearzot, footballeur puis entraîneur italien. (1 sélection en équipe nationale). Sélectionneur de l'équipe d'Italie championne du monde de football 1982. († 21 décembre 2010).
- 1928 :
  - Břetislav Dolejší, footballeur tchécoslovaque puis tchèque. (18 sélections avec l'équipe de Tchécoslovaquie). († 28 octobre 2010).
- 1931 :
  - Robert Haillet, joueur de tennis français. († 26 septembre 2011).
- 1939 :
  - Maria Gommers, athlète de demi-fond néerlandaise. Médaillée de bronze du 800 m aux Jeux de Mexico 1968.
- 1942 :
  - Lucien Guiguet, pentathlonien français. Médaillé de bronze par équipes aux Jeux de Mexico 1968.
  - Ingrid Mickler-Becker, athlète d'épreuves combinées, de sprint et de sauts puis femme politique allemande. Championne olympique du pentathlon aux Jeux de Mexico 1968 et championne olympique du relais 4 × 100 m aux Jeux de Munich 1972. Championne d'Europe d'athlétisme du relais 4 × 100 m et du saut en longueur 1971.
- 1943 :
  - Ian Chappell, joueur de cricket australien. (75 sélections en test cricket).
  - Tim Schenken, pilote de F1 et d'endurance australien.
- 1949 :
  - Clodoaldo, footballeur brésilien. Champion du monde de football 1970. (38 sélections en équipe nationale).
- 1950 :
  - Andy Haden, joueur de rugby à XV néo-zélandais. (41 sélections en équipe nationale). († 29 juillet 2020).

### XXesièclede1951à2000
- 1954 :
  - Alain Gabbay, navigateur français.
- 1957 :
  - Klaus Augenthaler, footballeur puis entraîneur allemand. Champion du monde de football 1990. (27 sélections en équipe nationale).
- 1958 :
  - Kenny Sansom, footballeur anglais. (86 sélections en équipe nationale).
- 1960 :
  - Uwe Bein, footballeur allemand. Champion du monde de football 1990. (17 sélections en équipe nationale).
- 1962 :
  - Steve Moneghetti, athlète de demi-fond australien.
- 1963 :
  - Joe Nemechek, pilote de courses automobile américain.
- 1964 :
  - Dave Martinez, joueur de baseball américain.
- 1965 :
  - Marcelo Ferreira, skipper brésilien. Champion olympique en star aux Jeux d'Atlanta 1996, médaillé de bronze aux Jeux de Sydney 2000 puis champion olympique aux Jeux d'Athènes 2004. Champion du monde de voile en star 1990 et 1997.
- 1966 :
  - Frankie Andreu, cycliste sur route américain.
- 1967 :
  - Craig Janney, hockeyeur sur glace américain.
- 1968 :
  - Frédéric Moncassin, cycliste sur route français.
- 1969 :
  - Joe Jacobi, céiste américain. Champion olympique du slalom C2 aux Jeux de Barcelone 1992.
  - Paul Warhurst, footballeur puis entraîneur anglais.
- 1970 :
  - Daryl Beattie, pilote de courses de moto australien. (3 victoire en Grand Prix).
- 1971 :
  - Miguel Ramos, pilote de courses automobile portugais.
- 1972 :
  - Patrick Johnson, athlète de sprint australien.
- 1974 :
  - Gary Hall Jr., nageur américain. Champion olympique des relais 4 × 100 m nage libre et 4 × 100 m 4 nages, médaillé d'argent des 50m et 100m nage libre aux Jeux d'Atlanta 1996, champion olympique du relais 4 × 100 m quatre nages et du 50 m nage libre, médaillé d'argent du relais 4 × 100 m nage libre et de bronze du 100 m nage libre aux Jeux de Sydney 2000 puis champion olympique du 50 m nage libre et médaillé de bronze du 4 × 100 m nage libre aux Jeux d'Athènes 2004. Champion du monde de natation des relais 4 × 100 m nage libre et 4 × 100 m quatre nages 1994 puis du relais 4 × 100 m nage libre 1998.
  - Martin Müürsepp, basketteur estonien. (44 sélections en équipe nationale).
- 1975 :
  - Marco Cioci, pilote de courses automobile italien.
- 1976 :
  - Michael Ballack, footballeur allemand. (98 sélections en équipe nationale).
- 1977 :
  - Haruki Kurosawa, pilote de courses automobile d'endurance japonais.
- 1978 :
  - Gert-Jan Liefers, athlète de demi-fond néerlandais.
- 1979 :
  - Bruno Besson, pilote de courses automobile d'endurance français.
  - Robbie Kerr, pilote de courses automobile britannique.
  - Chris Kunitz, hockeyeur sur glace canadien.
  - Jean-Baptiste Poux, joueur de rugby à XV français. Vainqueur des Grand Chelem 2002 et 2010 puis des Coupes d'Europe de rugby à XV 2003, 2005 et 2010. (42 sélections en équipe de France).
  - Vedran Zrnić, handballeur croate. Champion olympique aux Jeux d'Athènes 2004. Champion du monde de handball 2003. Vainqueur de la Coupe EHF de handball 2009, et des Coupes d'Europe des vainqueurs de coupe 2010 et 2011. (153 sélections en équipe nationale).
- 1980 :
  - Brooks Orpik, hockeyeur sur glace américain. Médaillé d'argent aux Jeux de Vancouver 2010.
  - Aurélien Rougerie, joueur de rugby à XV français. Vainqueur des Grand Chelem 2002 2004 et 2010 ainsi que du Tournoi des six nations 2006 puis du Challenge européen 2007. (76 sélections en équipe de France).
  - Daniel Sedin, hockeyeur sur glace suédois. Champion olympique aux jeux de Turin 2006.
  - Henrik Sedin, hockeyeur sur glace suédois. Champion olympique aux jeux de Turin 2006.
- 1981 :
  - Serena Williams, joueuse de tennis américaine. Championne olympique du double aux Jeux de Sydney 2000 et aux Jeux de Pékin 2008 puis championne olympique du simple et en double aux Jeux de Londres 2012. Victorieuse des US Open de 1999, 2002, 2008, 2012, 2013 et 2014, des Tournois de Roland Garros 2002, 2013 et 2015, des Tournois de Wimbledon 2002, 2003, 2009, 2010, 2012, 2015 et 2016, des Open d'Australie 2003, 2005, 2007, 2009, 2010, 2015 et 2017, des Masters 2001, 2009, 2012, 2013 et 2014, puis de la Fed Cup 1999.
  - Alaeddine Yahia, footballeur franco-tunisien. Champion d'Afrique de football 2004. (23 sélections avec l'équipe de Tunisie).
- 1982 :
  - Rob Burrow, joueur de rugby à XIII anglais. († 2 juin 2024).
- 1983 :
  - Ricardo Quaresma, footballeur portugais. Champion d'Europe de football 2016. Vainqueur de la Ligue des champions 2010. (80 sélections en équipe nationale).
- 1984 :
  - Dominik Farnbacher, pilote de courses automobile d'endurance allemand.
  - Giorgi Nemsadze, joueur de rugby à XV géorgien. (95 sélections en équipe nationale).
  - Jared Newson, basketteur américain.
- 1985 :
  - Ibrahima Diallo, footballeur guinéen. (24 sélections en équipe nationale).
  - Trent Meacham, basketteur américain.
  - Milan Milošević, basketteur bosnien. (43 sélections en équipe nationale).
  - Greg Stiemsma, basketteur américain.
- 1986 :
  - Gary Chalandon, pilote de courses automobile français.
  - D’Lesha Lloyd, basketteuse américaine.
- 1987 :
  - Cyril Gautier, cycliste sur route français.
  - Luca Ivanković, basketteuse croate. (45 sélections en équipe nationale).
  - Clément Lefert, nageur français. Champion olympique du relais 4 × 100 m nage libre et médaillé d'argent du 4 × 200 m nage libre aux Jeux de Londres 2012. Champion d'Europe de natation du 4 × 100 m 4 nages 2010.
  - Jerry Smith, basketteur américain.
- 1988 :
  - Rémi Bonfils, joueur de rugby à XV français. Vainqueur du Challenge européen 2017. (2 sélections en équipe de France).
  - Marie-Amélie Le Fur, athlète handisport et dirigeante sportive française. Médaillée d'argent du 100 m et de la longueur aux Jeux de Pékin 2008, championne olympique du 100 m, médaillée d'argent du 200 m et de bronze de la longueur aux Jeux de Londres 2012, championne olympique de la longueur et du 400 m ainsi que médaillée de bronze du 200 m aux Jeux de Rio 2016 puis médaillée d'argent de la longueur aux jeux de Tokyo 2020. Championne du monde d'athlétisme handisport du 100 et 200 m 2011 puis du 400 m et de la longueur 2015. Championne d'Europe d'athlétisme handisport à 3 reprises. Présidente du CPSF depuis 2018[7].
  - Nelson Panciatici, pilote de courses automobile d'endurance français.
- 1989 :
  - Jonny Bairstow, joueur de cricket anglais. (95 sélections en test cricket).
  - Nicolas Bézy, joueur de rugby à XV et de rugby à sept français. (6 sélections avec l'équipe de France de rugby à sept).
  - Ciaran Clark, footballeur irlandais. (36 sélections en équipe nationale).
  - Artsiom Dziamko, hockeyeur sur glace biélorusse.
  - Kieran Gibbs, footballeur anglais. (10 sélections en équipe nationale).
  - Idrissa Gueye, footballeur sénégalais. Champion d'Afrique des nations 2021. (102 sélections en équipe nationale).
- 1990 :
  - Michael Matthews, cycliste sur route australien. Champion du monde de cyclisme sur route du contre la montre par équipes 2017.
  - Adrien Petit, cycliste sur route français.
- 1991 :
  - Johan Deysel, joueur namibien de rugby à XV. (31 sélections en équipe nationale).
  - Thomas Scrubb, basketteur canadien.
  - Caroline Thomas, joueuse française de rugby à XV. Victorieuse du Grand Chelem 2018. (33 sélections en équipe de France).
- 1992 :
  - Vincent Limare, judoka français.
  - Valentin Prades, pentathlonien français. Champion du monde de pentathlon moderne du relais et médaillé d'argent par équipes 2014 puis champion du monde par équipes, du relais et médaillé d'argent en individuel 2018. Champion d'Europe de pentathlon moderne du relais et médaillé d'argent par équipes 2013, champion d'Europe par équipes et médaillé d'argent en individuel 2015 puis champion d'Europe de pentathlon moderne en individuel 2018.
- 1993 :
  - Michael Kidd-Gilchrist, basketteur américain.
- 1996 :
  - Shake Milton, basketteur américain.
  - Bruna de Paula, handballeuse brésilienne. Victorieuse de la Ligue européenne féminine 2021. (48 sélections en équipe nationale).
- 1998 :
  - Émilien Jeannière, cycliste sur route français.
- 1999 :
  - Dione Housheer, handballeuse néerlandaise. Championne du monde féminin de handball 2019. (95 sélections en équipe nationale).
- 2000 :
  - Hugo Gaston, joueur de tennis français.
  - Donavan Grondin, cycliste sur route et sur piste français. Médaillé d'argent de l'américaine aux Jeux de Tokyo 2020. Champion du monde de cyclisme sur piste du scratch 2021 puis de l'américaine 2022.
  - Iván Jaime, footballeur espagnol.

### XXIesiècle
- 2001 :
  - Marko Bulat, footballeur croate.
- 2003 :
  - Isaac Price, footballeur nord-irlandais. (5 sélections en équipe nationale).

## Décès

### XXesièclede1901à1950
- 1922 :
  - Charles Wade, 59 ans, joueur de rugby à XV puis homme politique australien. Premier ministre de la Nouvelle-Galles du Sud de 1907 à 1910. (° 26 janvier 1863).
- 1925 :
  - William Bowen, 63 ou 62 ans, joueur de rugby à XV gallois. (13 sélections en équipe nationale). (° ? juillet 1862).

### XXesièclede1951à2000
- 1988 :
  - Branko Zebec, 59 ans, footballeur puis entraîneur yougoslave. Médaillé d'argent aux Jeux d'Helsinki 1952. (65 sélections avec l'équipe de Yougoslavie). (° 17 mai 1929).
- 1994 :
  - Michel Lauri, 86 ans, footballeur argentin puis français. (10 sélections avec l'équipe d'Argentine et 1 avec celle de France. (° 29 août 1908).
- 1996 :
  - Lucia Valerio, 91 ans, joueuse de tennis italienne. (° 28 février 1905).

### XXIesiècle
- 2006 :
  - Byron Nelson, 94 ans, golfeur américain. Vainqueur du Masters 1937 et 1942, de l'US Open 1939 et des USPGA 1940 et 1945. (° 4 février 1912).
- 2007 :
  - Bill Wirtz, 77 ans, dirigeant de hockey sur glace canadien. (° 5 octobre 1929).
- 2012 :
  - John Bond, 79 ans, footballeur anglais. (° 17 décembre 1932).
- 2013 :
  - Denis Brodeur, 82 ans, hockeyeur sur glace puis photographe sportif canadien. (° 12 octobre 1930).
- 2017 :
  - Richard Boucher, 85 ans, footballeur puis entraîneur et directeur sportif français. (3 sélections en équipe de France). (° 1er janvier 1932).